# 劉繼倫
劉繼倫（?—?），福建宁化县人，清朝政治人物、進士出身。
乾隆元年，登進士，擔任高宛知事。